# Красная Шапка против зла
«Красная Шапка против зла» (англ. Hoodwinked Too! Hood vs. Evil) — комедийный полнометражный мультипликационный фильм режиссёра Майкла Д’Иса-Хогана, продолжение мультфильма «Правдивая история Красной Шапки». Вышел в 2011 году.

## Сюжет
Волк, Бабуля и Дергунчик отправляются в спасательную экспедицию, чтобы вызволить Гензеля и Гретель из плена злой ведьмы по имени Верушка. Однако план идёт наперекосяк, и Бабулю тоже похищают. Тем временем Шапка проходит курс тренировок вместе с таинственной группой под названием «Сёстры Шапки» (англ. Sisters of the Hood), от которой узнаёт, что секретный, могущественный рецепт приготовления трюфелей был украден. Детектив Никки Кувыркун поручает ей вместе с Волком и Дергунчиком найти рецепт и спасти бабушку.
Собирая информацию в ночном клубе Тролля и допрашивая его арфу, Шапка и компания узнают, что арестованный кролик Боинго (антагонист предыдущего фильма) отправлял определённые ингредиенты Верушке, которая также была в тюрьме, но чудом сбежала от стражи. Шапка и Волк спорят о том, кто позволил ей сбежать, и команда распадается. Тем временем Верушка, укравшая рецепт трюфелей, пытается заставить Бабулю приготовить их для неё. Та сбегает и находит Гензеля и Гретель, но узнаёт, что на самом деле они являются организаторами заговора. Бабулю снова ловят, и она узнаёт, что Верушка — её бывшая одноклассница по «Сёстрам Шапки». Она всегда была второй по успеваемости после Бабули и так ей завидовала, что объединилась с Гензелем и Гретель, чтобы отомстить.
После уговоров Дергунчика Волк решает извиниться перед Шапкой, но его встречают Три Поросёнка, которые теперь являются частью группы наёмников-свиней, нанятых Гензелем и Гретель, и им едва удаётся сбежать. Они возвращаются в штаб-квартиру только для того, чтобы обнаружить её заброшенной и повреждённой приспешниками Гензеля и Гретель. По пути в логово ведьмы Волк и Дергунчик спасают Шапку, которая была поймана после того, как попыталась проникнуть внутрь первой. Они мирятся и проникают на базу брата и сестры с помощью Кирка-Дровосека и его труппы, исполняющей йодль. Шапка случайно раскрывает последний ингредиент рецепта трюфелей — нужно добавить орехи макадамия, и трюфели готовы.
Гензель и Гретель съедают трюфели (из-за чего увеличиваются в размерах и становятся гигантами, вероятно, из-за побочного эффекта от съеденных трюфелей и до такой степени, что становятся непобедимыми), а затем неистовствуют по городу. Они предают Верушку, оставляя её на съедение гигантскому пауку вместе с Бабулей, Шапкой, Волком и Дергунчиком. Бабушка уговаривает Верушку объединить усилия с ней и её друзьями. Вскоре они обманом заставляют Гензеля и Гретель съесть ещё трюфелей (что заставляет их надуться до шарообразной формы) — в какой-то момент, когда брат и сестра вырастают настолько, что больше не могут двигать руками и ногами, их арестовывают и приговаривают есть брокколи. Никки набирает команду для новой миссии.

## Роли озвучивали
| Актёр               | Роль                     |
| ------------------- | ------------------------ |
| Хейден Панеттьер    | Красная Шапка            |
| Глен Клоуз          | Бабуля Пакет             |
| Патрик Уорбертон    | Волк                     |
| Мартин Шорт         | Дровосек Кирк            |
| Билл Хэйдер         | Гензель                  |
| Эми Полер           | Гретель                  |
| Кори Эдвардс        | Дергунчик                |
| Джоан Кьюсак        | Ведьма Вирушка           |
| Брэд Гарретт        | Великан                  |
| Энди Дик            | Кролик Боинго            |
| Дэвид Огден Стайерс | Никки Кувыркун (Зелёный) |
| Уэйн Ньютон         | Джимми Десятиструнный    |
| Бенджи Гэйфер       | Козёл Япет               |
| Дэвид Алан Грайер   | Тролль                   |
| Дебра Уилсон        | Айана                    |
| Хайди Клум          | Хайди                    |
| Фил Ламарр          | Вуд / Эрнесто            |

## Прокат
Фильм вышел в прокат в Канаде и США 29 апреля, в Австралии и Сингапуре — 5 мая 2011 года, в России — 4 августа 2011 года, в Аргентине — 10 ноября 2011 года.

## Кассовые сборы
В отличие от прошлой части, которая была финансово успешной, «Красная Шапка против зла» был кассовым провалом. Мультфильм занял шестое место в прокате во время его первых выходных, в течение которых он собрал 4 108 630 долларов в 2505 кинотеатрах, что в среднем составляет 1640 долларов за место. Во второй уик-энд фильм занял 10-е место в прокате, снизившись на 50,3 %, и выпал из первой десятки на третий уик-энд. Это поблекло по сравнению с первым мультфильмом, который собрал до 12.401.900 долларов, поместив третий номер в кассе на его первые выходные и, в конечном итоге, в первую десятку на пять недель. Во время его театрального представления Красная Шапка против зла получил 10.143.779 долларов в США и 16.960.968 долларов во всем мире, заработав только около 50 % своего бюджета и мультфильм отстал от своего предшественника, который заработал 51.386.611 долларов в США и 110.013.167 долларов во всём мире.

## Музыка
Британский композитор Мюррей Голд, известный по работе над телесериалом «Доктор Кто», утверждён в качестве автора музыки к мультфильму.